# Quatuor à cordes no 2 de Scelsi
Pour les articles homonymes, voir Quatuor à cordes no 2.
Le Quatuor à cordes no 2 est le deuxième quatuor de Giacinto Scelsi. Composé en 1961, il comporte cinq mouvements.

## Analyse de l'œuvre
1. Premier mouvement organisé autour d'un son pivot de sol qui évolue ensuite vers le si bémol pour revenir au sol grave. Les cordes sont utilisées avec des sourdines métalliques qui donnent des sons raclés.
2. Deuxième mouvement organisé autour du si bémol et fait alterner des épisodes violents et des passages calmes et statiques.
3. Troisième mouvement organisé autour du si, utilise le palindrome. Passage central en pizzicatos. La technique d'attaque du son en legno battuto enrichit la palette sonore.
4. Quatrième mouvement est organisé autour du sol, le second violon travaillant la quinte (ré).
5. Cinquième mouvement retrouve l'harmonie tonale qui débute en mi majeur, évolue en fa majeur puis module en fa mineur. Les effets sul ponticello, legno tratto, sourdines métalliques sont très présents.